# Emily's List Australia
EMILY's List Australia est un réseau politique en Australie qui soutient les femmes progressistes du Parti travailliste, afin de les aider à être élue à un poste politique important. EMILY's List Australia est inspiré de l'Emily's List, un comité d'action politique dont les buts sont identiques aux États-Unis d'Amérique.
Les principes fondamentaux que les femmes doivent avoir pour valeur afin d'obtenir le soutien sont des valeurs prônées d'égalité, de diversité, une vision pro-choix, la lutte pour des salaires égaux entre hommes et femmes, et la volonté de développer une aide sociale pour les enfants.
Il y a actuellement 113 membres de l'EMILY's List Australia dans les parlements australiens. L'organisation a contribué à hauteur de 600 000 $ aux campagnes des femmes du Labor depuis sa fondation en 1996.

## Historique
Le 26 novembre 1994, lors du forum intitulé Fire with Fire: The Feminist Forum qui se tenait au Sydney Town Hall, Joan Kirner mentionna pour la première fois le projet de créer une version australienne de l'Emily's List américaine devant le ALP National Executive.
En 1994, la conférence nationale du parti travailliste passa l'accord selon lequel des femmes seraient présélectionnées à hauteur de 35 % des sièges obtenus, dans toutes les élections, depuis 2002.  C'est à cette même période que fut votée une loi relative à l'emploi égal entre hommes et femmes.  
En 1995, le parti travailliste australien décide de former une version en interne de l'Emily's List, et en 1996, Kirner établit EMILY's List Australia en dehors du parti,. avec le but de faire élire 45 % des femmes membres, à la fois à la Chambre des représentants et au Sénat australien.
Le nom EMILY vient de son équivalent américain qui est l'acronyme de « Early Money Is Like Yeast », lui-même diminutif du dicton politique « Early money is like yeast, because it helps to raise the dough. »
Lors des élections fédérales australiennes de 2004, la campagne de l'EMILY's List Australia a permis de fournir 100 000 $ aux candidates. Les investigations conduites par l'Emily's List, et soumises à l'exécutif national du Parti travailliste australien ont fourni des conclusions sur les femmes du parti travailliste, avec des félicitations particulières pour l'oratrice Julia Gillard.

## Structure organisationnelle
EMILY's List Australia est dirigé par un comité national qui inclut des parlementaires, des membres actifs sur le terrain et des femmes unionistes. Bien qu'il s'agisse d'une organisation partisane, elle n'est pas directement contrôlée par le parti travailliste. 
D'un point de vue local, il existe des « groupes d'actions » qui ont leur propre structure organisationnelle. Cela contraste avec son équivalent politique au Parti libéral australien, qui est le Federal Women's Committee, ce dernier faisant partie intégrante de la structure du parti.
La sénatrice du Queensland Claire Moore et l'activiste politique Hutch Hussein sont actuellement les codirigeants du groupe.